# Brian Timmermans
Brian Timmermans (15 de septiembre de 1997) es un deportista neerlandés que compite en karate, en la modalidad de kumite. Ganó una medalla de plata en los Juegos Europeos de Cracovia 2023 y una medalla de bronce en el Campeonato Europeo de Karate de 2023.

## Palmarés internacional
| Juegos Europeos    | Juegos Europeos         | Juegos Europeos   | Juegos Europeos |
| Año                | Lugar                   | Medalla           | Prueba          |
| ------------------ | ----------------------- | ----------------- | --------------- |
| 2023               | Bielsko-Biała (Polonia) | Medalla de plata  | –84 kg          |
| Campeonato Europeo |                         |                   |                 |
| Año                | Lugar                   | Medalla           | Prueba          |
| 2023               | Guadalajara (España)    | Medalla de bronce | –84 kg          |